# Dajr Makir
Dajr Makir (arab. دير ماكر) – miejscowość w Syrii, w muhafazie Damaszek. W 2004 roku liczyła 3228 mieszkańców.